# 库尔佩珀 (弗吉尼亚州)
库尔佩珀（Culpeper）是美国弗吉尼亚州库尔佩珀县的县治。根据2000年美国人口普查，共有9664人，其中白人占78.27%、非裔美国人占18.15%、亚裔美国人占1.32%。

## 名人
- A·P·希尔：南北战争时期南方军将军